# Коррупция в Либерии
Коррупция присуща всем уровням общества Либерии и является мало наказуемой причиной преступления по либерийскому законодательству. Когда Президент Сирлиф вступила в должность в 2006 году, она объявила, что коррупция является «главным врагом общества».
В 2014 году Дебора Малак, посол США в Либерии того периода, заявила: «Коррупция остаётся серьёзной проблемой в Либерии. Она подрывает прозрачность, подотчётность и доверие людей к правительственным институтам».

## Динамика коррупции
В Докладе Госдепартамента США о правах человека 2013 года в отношении Либерии было подчёркнуто, что коррупция не является преступлением в Либерии, хотя существуют уголовные наказания за экономический саботаж, нецелевое использование средств и другие коррупционные действия. Согласно отчёту 2013 года, низкий уровень оплаты труда либерийских государственных служащих, минимальное профессиональное обучение и отсутствие успешных судебных преследований усугубили коррупцию среди чиновников и способствовали формированию культуры безнаказанности.

## Степень коррупции

### Государственные чиновники

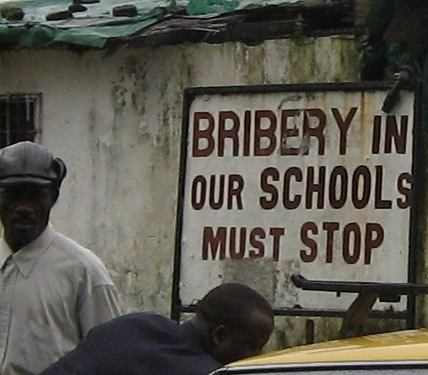
Антикоррупционный знак в Либерии, 2004.

В 2012 году Центральное правительство Либерии уволило или отстранило ряд должностных лиц за коррупцию. Генеральный аудитор Роберт Л. Килби и генеральный директор Агентства сервисных услуг Пилрин Дэвис-Паркинсон были уволены за конфликт интересов.
Заместитель министра юстиции Фредди Тейлор, заместитель Бюро иммиграции и натурализации (BIN) комиссар Роберт Бадди, бывший генеральный прокурор Мика Райт и начальник пограничного патруля BIN Уилсон Гарп были уволены за предполагаемое участие в торговле людьми.
Заместитель министра юстиции Виктор Б. Смит был временно отстранён от должности за предполагаемое нарушение закона, но был восстановлен через неделю после расследования. Президент Сирлиф уволила председателя и других членов правления Управления аэропортов Либерии на фоне обвинений в коррупции. Помощник министра труда был также уволен за выдачу разрешений на работу иностранцам после якобы получения взяток.

### Правовая система Либерии
В докладе Государственного департамента США 2013 года говорится, что: «Судьи были склонны к взяткам, чтобы присудить компенсацию по гражданским делам. Иногда судьи запрашивали взятки для рассмотрения дел, освобождения заключённых из тюрьмы или признания обвиняемых невиновными по уголовным делам. Адвокаты защиты и прокуроры иногда предлагали обвиняемым платить взятки, чтобы добиться благоприятных решений от судей, прокуроров, присяжных заседателей и сотрудников полиции».
В 2012 году Либерийская национальная полиция (ЛНП) «расследовала сообщения о неправомерных действиях полиции или коррупции, а власти уволили нескольких офицеров ЛНП».
В 2013 году Human Rights Watch опубликовала отчёт о коррупции в полиции в Либерии. Они опросили более 120 человек, которые сказали, что они стали жертвами в своих отношениях с полицией. Они сказали, что «сотрудники полиции, как правило, просят жертв преступлений платить за регистрацию их дел, за доставку на место преступления, а также за ручки и другие предметы, используемые в ходе расследования. Подозреваемые в уголовных преступлениях обычно платят взятки за освобождение из-под стражи».
Уличные торговцы говорят, что они часто становятся жертвами полицейских рейдов, особенно в Монровии. Продавцы заявляют, что полиция регулярно крадёт товары, арестовывает поставщиков, а затем требует от них оплатить их освобождение из-под стражи. Водители мотоциклов и такси по всей стране рассказывают о преследованиях и вымогательстве вдоль дорог. Те, кто отказывается выполнять требования офицеров, подвергаются насилию и арестам. Элитные вооружённые подразделения, такие как Отдел поддержки полиции, часто упоминались за насильственные злоупотребления.
Human Rights Watch также опросила 35 сотрудников полиции различного ранга для проведения исследования. В полиции сообщили, что сотрудникам требовалось платить своим начальникам за получение желаемых должностей и повышений в должности.

### Система образования
В системе образования Либерии широко распространено покровительство и подкуп со стороны администрации, профессоров и студентов. Злоупотребление ресурсами, невыход на работу учителей и секс для оценок являются обычным явлением. Культура молчания не позволяет сообщать о проблемах и, следовательно, о любых конструктивных реформах.
В 2013 году в элементах системы образования Либерии начал действовать ящик с конфиденциальными анонимными SMS-предложениями для учащихся и преподавателей, чтобы сообщать о системных нарушениях.
В 2014 году глава Либерийской национальной комиссии по высшему образованию подвергся второму расследованию Либерийской комиссией по борьбе с коррупцией по обвинению в растрате средств, предположительно потраченных на официальные поездки, которых никогда не было. Национальная комиссия по высшему образованию координирует, контролирует, оценивает и аккредитует все высшие учебные заведения.

### Медицинская система
Во время эпидемии Эболы в 2014 году некоторые бригады, отправленные для сбора мёртвых тел, брали взятки за выдачу фальсифицированных свидетельств о смерти членам семьи о том, что их умерший родственник умер не от Эболы. Эбола имеет стигму в Либерии, и некоторые семьи не хотят признавать, что их родственник умер от этой лихорадки. Другим фактором является то, что семьи хотят похоронить своих родственников. Американский журналист НПО сообщил, что либерийская полиция угрожала арестом и требовала взятки, чтобы он мог покинуть здание ВБГ («Врачи без границ»).

## Антикоррупционные усилия
Либерийская комиссия по борьбе с коррупцией (LACC) и Министерство юстиции несут ответственность за разоблачение и борьбу с официальной коррупцией.

### Комиссия по борьбе с коррупцией в Либерии
Предполагается, что недофинансированная и недоукомплектованная либерийская Комиссия по борьбе с коррупцией, созданная в 2008 году, наделена полномочиями преследовать преступления, которые фактически равносильны коррупции. Human Rights Watch (HRW) отметили в 2011 году, что, хотя в прошлом году было много коррупционных скандалов высокого уровня, они привели к «небольшому количеству расследований и только двум обвинительным приговорам». В 2013 году Комиссия получила 25 дел, расследовала 23 и рекомендовала 4 для судебного преследования. Никого не было признано виновным.
Комиссия по борьбе с коррупцией, как сообщала HRW, «затруднена из-за недостатка средств и персонала» и на самом деле не имеет «полномочий для независимого судебного преследования по делам». Неспособность правительства заняться этим вопросом привела к «ощущению, что у президента нет воли к решению проблемы», говорится в заявлении.
В своём последнем заявлении о положении в стране в 2017 году президент Сирлиф заявила, что коррупция в Либерии слишком велика, чтобы правительство могло устранить её.

### Финансовая открытость
В отчёте Госдепартамента США за 2013 год отмечается, что в январе 2012 года президент Сирлиф издала Распоряжение № 38, в котором просила должностных лиц исполнительной власти раскрывать финансовые данные и декларировать свои активы. Многие чиновники сделали это только после того, как президент пригрозила увольнением, если они не подчинятся. Все должностные лица исполнительной власти раскрыли свои активы к концу года.
Антикоррупционная комиссия инициировала процесс проверки активов для рассмотрения этих деклараций и в октябре 2012 года подвела итоги процесса, выявив некоторые расхождения и случаи необъяснимого накопления богатства. Комиссия не обязана была публиковать содержание деклараций, но обнародовала сводную информацию о сотрудничестве должностных лиц и общих результатах процесса проверки активов.

### Прозрачность правительства
Закон о свободе информации 2010 года предусматривает, что правительство должно публиковать правительственную информацию, не связанную с вопросами национальной безопасности или военными вопросами, по запросу. Некоторые сторонники прозрачности, в том числе глава комиссии, предложили усовершенствовать закон о свободе информации, чтобы граждане могли получить доступ к информации, чтобы убедиться, что государственные средства были потрачены и учтены надлежащим образом.